# Runaway (Passenger)
Runaway è il decimo album in studio del cantautore inglese Passenger, pubblicato nel 2018.

## Tracce
Tutte le tracce sono state scritte da Mike Rosenberg.
Edizione Standard
1. Hell or High Water – 3:41
2. Why Can't I Change – 3:11
3. Heart to Love – 3:17
4. Let's Go – 3:14
5. He Leaves You Cold – 3:21
6. Ghost Town – 5:13
7. Runaway – 3:15
8. Eagle Bear Buffalo – 3:25
9. To Be Free – 4:45
10. Survivors – 4:55

Disco Bonus Edizione Deluxe
1. Survivors (Live from Jedediah Smith Redwood State Park, CA) – 4:42
2. To Be Free (Live from Dauphin Rd, Vineland, NJ) – 4:41
3. Eagle Bear Buffalo (Live from Canaan Mountain Wilderness Area, UT) – 3:27
4. Runaway (Live from Joshua Tree National Park, CA) – 3:22
5. Ghost Town (Live from Michigan Theatre, Detroit, MI) – 4:23
6. He Leaves You Cold (Live from Unityville, PA) – 3:23
7. Let's Go (Live from Trough Rd, State Bridge, CO) – 2:49
8. Heart to Love (Live from a Rooftop in Manhattan, NY) – 3:16
9. Why Can't I Change (Live from Tahkenitch Landing Campground, Gardiner, OR) – 3:15
10. Hell or High Water (Live from Santa Monica Beach, CA) – 3:07